# Belgica (schip, 2021)
De Belgica is een polyvalent onderzoeksschip van het Koninklijk Belgisch Instituut voor Natuurwetenschappen en de Belgische Koninklijke Marine. Het is de opvolger van een gelijknamig schip. Het wordt bemand door onder meer drie officieren van de marine, waaronder de eerste kapitein. De Franse rederij Genavir is door de Belgische regering aangewezen als uitbater en zorgt voor de overige bemanning.
Het schip werd 11 februari 2020 te water gelaten en in Gent op 25 juni 2022 gedoopt door kroonprinses Elisabeth. Het heeft als thuishaven de Marinebasis Zeebrugge. De Belgica heeft het statuut van hulpschip van de Belgische marine.

## Beheer en taken
Het beheer van de Belgica en zijn wetenschappelijke uitrusting, evenals de organisatie en planning van de wetenschappelijke zeereizen, wordt door de Wetenschappelijke Dienst Beheerseenheid van het Mathematisch Model van de Noordzee (BMM), uitgevoerd.
Het schip is 71,4 meter lang, 16,8 meter breed en heeft een diepgang van 4,8 meter. Het weegt volledig bemand en geladen 3691 ton.
Het hoofddoel van het schip is de fauna en flora van de Noordzee in het oog te houden door allerlei gegevens (biologisch, chemisch, fysisch, geologisch en hydrodynamisch) te verzamelen. Het schip opereert als een volledig uitgerust laboratorium en werkt samen met Belgische universiteiten en andere, ook internationale, wetenschappelijke instituten.
Een van de veelvuldige gebruikers van de Belgica is het ILVO-Visserij van het Ministerie van de Vlaamse Gemeenschap, die het schip inzet voor het doen van stockramingen van commerciële vissoorten, het monitoren van menselijke verstoringen van het mariene milieu en het uittesten van technische innovaties in verband met boomkorvisserij.
Het schip heeft ook een belangrijke taak om bij olievlekken de omgeving te onderzoeken.

## Contractueel geschil
Sinds juni 2024 ligt het schip zonder stroom en zonder water aan de kade in Zeebrugge, nadat de Franse uitbater Genavir was opgestapt. Aan de basis lag een arbeidsconflict tussen de rederij en de voornamelijk Letse bemanning. De sociale inspectie oordeelde in het voordeel van de bemanning, maar Genavir weigerde zich daarbij neer te leggen en zag haar vaarvergunning ingetrokken, waarop het bedrijf zelf opstapte.
Twee jaar na oplevering en dus na het verlopen van de garantieperiode blijken er nog meer dan 300 technische mankementen te zijn. Het blijft ook in 2026 nog aan wal.

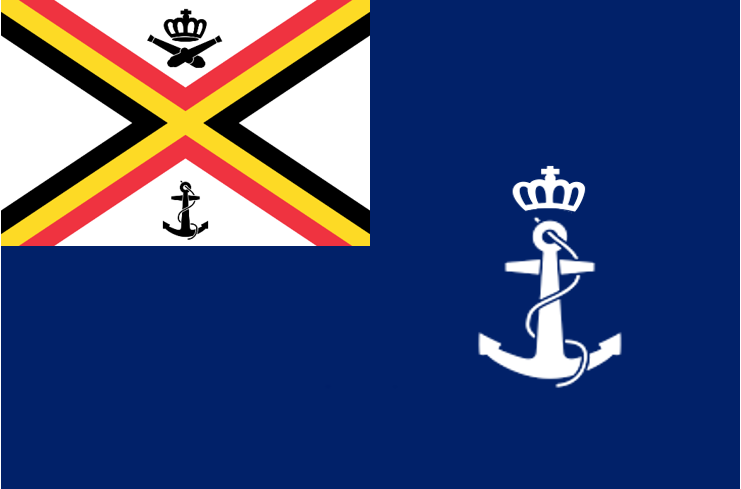
Vlag van de Belgica